# Mirko Nišović
Mirko Nišović (in serbo Мирко Нишовић?; 2 luglio 1961) è un ex canoista jugoslavo, dal 2003 cittadino serbo-montenegrino e dal 2006 serbo.

## Palmarès

### Olimpiadi
- 2 medaglie:
  - 1 oro (Los Angeles 1984 nel C2 500 metri)
  - 1 argento (Los Angeles 1984 nel C2 1000 metri)

### Mondiali
- 6 medaglie:
  - 3 ori (Belgrado 1982 nel C2 500 metri; Tampere 1983 nel C2 500 metri; Mechelen 1985 nel C2 10000 metri)
  - 2 argenti (Belgrado 1982 nel C2 1000 metri; Mechelen 1985 nel C2 1000 metri)
  - 1 bronzo (Tampere 1983 nel C2 1000 metri)

### Giochi del Mediterraneo
- 1 medaglia:
  - 1 bronzo (Spalato 1979 nel C2 500 metri)